# Impatiens bodinieri
Impatiens bodinieri är en balsaminväxtart som beskrevs av Joseph Dalton Hooker. Impatiens bodinieri ingår i släktet balsaminer, och familjen balsaminväxter. Inga underarter finns listade i Catalogue of Life.